# L'Âme des moulins
 (juillet 2025).
Pour plus de détails, voir Fiche technique et Distribution.
L'Âme des moulins (De Molens die juichen en weenen) est un film muet français réalisé et scénarisé par Alfred Machin, sorti en 1912.

## Fiche technique
- Titre français : L'Âme des moulins
- Titre original[réf. nécessaire] néerlandais : De Molens die juichen en weenen
- Réalisation : Alfred Machin
- Scénario : Alfred Machin
- Photographie : Paul Sablon
- Décors : Raoul Morand
- Société de production : Pathé Frères
- Pays d'origine :  France
- Langue : film muet avec les intertitres en français
- Métrage : 180 m
- Format : noir et blanc — 35 mm — 1,33:1 — muet
- Genre : drame
- Durée : 6 minutes
- Dates de sortie :
  - France : 24 mai 1912 à Omnia Pathé, Paris

Sources : Fond. JérômeSeydoux et IMDb

## Distribution
- Jacques Vandenne : le meunier
- Germaine Dury : la femme du meunier
- Maurice Mathieu : le fils du meunier
- Germaine Lecuyer : la fille du meunier
- Marre : le vagabond